# Liste der Baudenkmale in Joachimsthal
In der Liste der Baudenkmale in Joachimsthal sind alle Baudenkmale der brandenburgischen Stadt Joachimsthal und ihrer Ortsteile aufgelistet. Grundlage ist die Veröffentlichung der Landesdenkmalliste mit dem Stand vom 31. Dezember 2020. Die Bodendenkmale sind in der Liste der Bodendenkmale in Joachimsthal aufgeführt.

## Legende
In den Spalten befinden sich folgende Informationen:
- ID-Nr.: Die Nummer wird vom Brandenburgischen Landesamt für Denkmalpflege vergeben. Ein Link hinter der Nummer führt zum Eintrag über das Denkmal in der Denkmaldatenbank. In dieser Spalte kann sich zusätzlich das Wort Wikidata befinden, der entsprechende Link führt zu Angaben zu diesem Denkmal bei Wikidata.
- Lage: die Adresse des Denkmales und die geographischen Koordinaten. Link zu einem Kartenansichtstool, um Koordinaten zu setzen. In der Kartenansicht sind Denkmale ohne Koordinaten mit einem roten beziehungsweise orangen Marker dargestellt und können in der Karte gesetzt werden. Denkmale ohne Bild sind mit einem blauen bzw. roten Marker gekennzeichnet, Denkmale mit Bild mit einem grünen beziehungsweise orangen Marker.
- Bezeichnung: Bezeichnung in den offiziellen Listen des Brandenburgischen Landesamtes für Denkmalpflege. Ein Link hinter der Bezeichnung führt zum Wikipedia-Artikel über das Denkmal.
- Beschreibung: die Beschreibung des Denkmales
- Bild: ein Bild des Denkmales und gegebenenfalls einen Link zu weiteren Fotos des Baudenkmals im Medienarchiv Wikimedia Commons

## Über die Gemeindegrenzen hinaus
17 historische Gedenksteine im Jagdgebiet Schorfheide stehen auf dem Gebiet der Gemeinden Schorfheide (Barnim), Joachimsthal (Barnim), Templin (Uckermark), Zehdenick (Oberhavel) unter Denkmalschutz, siehe Liste der Baudenkmale in Schorfheide. Auf dem Gebiet der Gemeinde Joachimsthal liegen folgende Teildenkmale:
| ID-Nr.            | Lage                | Bezeichnung                                    | Beschreibung | Bild           |
| ----------------- | ------------------- | ---------------------------------------------- | --- | -------------- |
| 09175921 Wikidata | Joachimsthal (Lage) | Gedenkstein Königseiche                        | Der Stein ist ein Teilelement des Denkmals 17 Gedenksteine in der Schorfheide (), mit Inschrift „Königseiche, 1843, 27.X.“ um 1844/1845 errichtet. | weitere Bilder |
| 09175922 Wikidata | Joachimsthal (Lage) | Gedenkstein Jagdtag Wilhelm I.                 | Der Stein ist ein Teilelement des Denkmals 17 Gedenksteine in der Schorfheide (), um 1884/1885 errichtet, zur Erinnerung an einen Jagdtag von Kaiser Wilhelm I. im Oktober 1884, mit der Inschrift: „Seine Majestät der Kaiser Wilhelm jagten hier am 32000sten Tage Seines Lebens...“ | BW             |
| 09175924 Wikidata | Joachimsthal (Lage) | Gedenkstein Wilhelm I.                         | Der Stein ist ein Teilelement des Denkmals 17 Gedenksteine in der Schorfheide (), südlich Hubertusstock, zur Erinnerung an den Kaiser Wilhelm I., mit der Inschrift: „Wilhelm dem Großen, in wirklicher Treu, als Waidmannsdank, die Jägerei, 22. März 1897, Wilhelm II.“ | BW             |
| 09175925 Wikidata | Joachimsthal (Lage) | Gedenkstein, Jagd eines 22-Enders, Wilhelm I.  | Der Stein ist ein Teilelement des Denkmals 17 Gedenksteine in der Schorfheide (), nördlich Hubertusstock gelegen, zur Erinnerung an die Jagd eines 22-Enders durch Kaiser Wilhelm I., mit der Inschrift: „XXII, 5. 10. 1896, Wilhelm II.“ | BW             |
| 09175927 Wikidata | Joachimsthal (Lage) | Gedenkstein, Jagd eines 22-Enders, Wilhelm II. | Der Stein ist ein Teilelement des Denkmals 17 Gedenksteine in der Schorfheide (), nördlich Hubertusstock gelegen, zur Erinnerung an die Jagd eines 22-Enders durch Kaiser Wilhelm II., mit der Inschrift: „XXII, 15. 2. 1902, Wilhelm II.“ | BW             |
| 09175929 Wikidata | Joachimsthal (Lage) | Gedenkstein, Jagd 300. Rothirsch, Wilhelm II.  | Der Stein ist ein Teilelement des Denkmals 17 Gedenksteine in der Schorfheide (), nördlich Hubertusstock gelegen, zur Erinnerung an die Jagd des 300. Rothirschen durch Kaiser Wilhelm II. im Oktober 1909 mit entsprechender Inschrift. | weitere Bilder |
| 09175934 Wikidata | Joachimsthal (Lage) | Gedenkstein, Oberförster von Hövel             | Der Stein ist ein Teilelement des Denkmals 17 Gedenksteine in der Schorfheide (), neben dem Weg an den Michewiesen südlich Joachimsthal, zur Erinnerung an Balduin von Hövel (1843-1932), Leiter des Forstamtes Grimnitz (1879-1919) heute Kommunität Grimnitz; um 1933 aufgestellt mit der Inschrift: „Forstmeister von Hövel, Oberförster in Grimnitz, 1. 4. 1879–2. 10. 1919“                                                                                | BW             |
| 09175935 Wikidata | Joachimsthal (Lage) | Gedenkstein, Friedrich Karl von Preußen        | Der Stein ist ein Teilelement des Denkmals 17 Gedenksteine in der Schorfheide () direkt nördlich neben dem Gedenkstein Königseiche (), gewidmet Friedrich Karl von Preußen (1828–1885) von den Oberförstern Witte, Sachse und von Hövel, um 1885 aufgestellt, mit der Inschrift: „Seiner königlichen Hoheit dem Prinzen Friedrich Carl von Preussen, dem hirschgerechten Jäger, ehrfurchtsvoll gewidmet von den Oberförstern Witte, Sachse und von Hövel, 1885“ | weitere Bilder |

## Baudenkmale nach Ortsteilen

### Joachimsthal
| ID-Nr.   | Lage                             | Bezeichnung | Beschreibung | Bild |
| -------- | -------------------------------- | --- | --- | --- |
| 09175892 | ()                               | Denkmal für den Feldjäger Schultze, in der Schorfheide, Revier Hubertusstock, Abteilung 21 | | ein Bild hochladen |
| 09176306 | ()                               | Feuerwachturm AP/F 35, Forstrevier Joachimsthal | | ein Bild hochladen |
| 09175103 | Bahnhof Werbellinsee 2, 3 (Lage) | Joachimsthal Kaiserbahnhof, bestehend aus Empfangsgebäude mit Schmuckpflasterung auf dem Bahnsteig sowie Bahnhofsdienstgebäude mit zwei Nebenbauten und Hofpflasterung, Pflasterung des Bahnhofsvorplatzes und rahmende Grünfläche vor dem Empfangsgebäude | Bahnhof Werbellinsee, „Kaiserbahnhof“ und Empfangsgebäude | Joachimsthal Kaiserbahnhof, bestehend aus Empfangsgebäude mit Schmuckpflasterung auf dem Bahnsteig sowie Bahnhofsdienstgebäude mit zwei Nebenbauten und Hofpflasterung, Pflasterung des Bahnhofsvorplatzes und rahmende Grünfläche vor dem Empfangsgebäude |
| 09175245 | Brunoldplatz (Lage)              | Ferdinand-Brunold-Denkmal | Das Denkmal an Ferdinand Brunold wurde am 18. Juni 1899 eingeweiht. Ferdinand Brunold war ein märkischer Dichter. | Ferdinand-Brunold-Denkmal |
| 09175546 | Brunoldstraße 15b (Lage)         | Georg-Büchner-Schule einschließlich des Gebäudes für Schul-speisung und Werken, des Schulhofs, der beiden von der Stadt zur Schule führenden Hauptwege sowie der Wege- und Hofbefestigungen, der Einfriedungsmauern und der Treppenanlagen in den umgebenden Freifläche | | Georg-Büchner-Schule einschließlich des Gebäudes für Schul-speisung und Werken, des Schulhofs, der beiden von der Stadt zur Schule führenden Hauptwege sowie der Wege- und Hofbefestigungen, der Einfriedungsmauern und der Treppenanlagen in den umgebenden Freifläche |
| 09175116 | Hubertusstock (Lage)             | Jagdschloss Hubertusstock mit Hauptgebäude, vier Gästehäusern, Schwimmhalle und Grünanlagen sowie Portal, Einfriedungsmauer und Wachhaus an der Westzufahrt | Das Jagdschloss Hubertusstock war die offizielle Jagdresidenz des deutschen Staatsoberhauptes im deutschen Kaiserreich und in der Weimarer Republik. Nach 1949 wurde das Jagdhaus ausgebaut und für Besprechungen mit Staatsgästen genutzt.                                      | Jagdschloss Hubertusstock mit Hauptgebäude, vier Gästehäusern, Schwimmhalle und Grünanlagen sowie Portal, Einfriedungsmauer und Wachhaus an der Westzufahrt |
| 09175249 | Joachimsplatz 1 (Lage)           | Amtshaus des Schulgutes Joachimsthal | | Amtshaus des Schulgutes Joachimsthal |
| 09175137 | Joachimsthaler Straße 20 (Lage)  | Pionierrepublik „Wilhelm Pieck“ mit Toranlage, Garagenkomplex, Versorgungsbereich, Teillager 1 und 2 (mit Königsjurte), Kinderkrippe/Kindergarten, Bungalowdorf, Sportplatz mit Stadion und Umkleide-/Gerätehaus, Freilichtbühne, fünf Wohnhäusern für Angestellte sowie dem Freiraumbereich mit seinen Grün- und Freiflächen einschließlich des Wegesystems und der Skulpturen | Pionierrepublik „Wilhelm Pieck“ mit Wilhelm-Pieck-Denkmal | Pionierrepublik „Wilhelm Pieck“ mit Toranlage, Garagenkomplex, Versorgungsbereich, Teillager 1 und 2 (mit Königsjurte), Kinderkrippe/Kindergarten, Bungalowdorf, Sportplatz mit Stadion und Umkleide-/Gerätehaus, Freilichtbühne, fünf Wohnhäusern für Angestellte sowie dem Freiraumbereich mit seinen Grün- und Freiflächen einschließlich des Wegesystems und der Skulpturen |
| 09175243 | Kirchstraße, Schulstraße (Lage)  | Kirche | Die evangelische Kirche wurde von 1735 bis 1738 erbaut. Bereits im Jahre 1740 wurde der Turm angebaut, dadurch erhielt die Kirche einen kreuzförmigen Grundriss. Nach einem Brand wurde die Kirche in den Jahren 1817 bis 1820 unter dem Einfluss von Schinkel wieder aufgebaut. | weitere Bilder |
| 09175468 | Mühlenstraße 1 (Lage)            | Wohnhaus | | Wohnhaus |
| 09175593 | Seerandstraße 10 (Lage)          | Verwaltungsgebäude des Reichsarbeitslagers am Werbellinsee | | BW |
| 09175096 | Seerandstraße 11 (Lage)          | Jagdsitz für den Reichspräsidenten Friedrich Ebert | | BW |
| 09175247 | Templiner Straße ()              | Grabstätte für Ferdinand Brunold, auf dem Friedhof | | ein Bild hochladen |
| 09175246 | Töpferstraße ()                  | Zwei Stielpumpen | | ein Bild hochladen |
| 09175540 | Töpferstraße 44 (Lage)           | Wasserturm | Wasserturm | Wasserturm |
| 09175248 | Zorndorfer Straße (Lage)         | Jüdischer Friedhof | | Jüdischer Friedhof |

### Grimnitz
| ID-Nr.   | Lage                        | Bezeichnung                                       | Beschreibung | Bild                                              |
| -------- | --------------------------- | ------------------------------------------------- | --- | ------------------------------------------------- |
| 09175244 | (Lage)                      | Burgruine Grimnitz, auf der Anhöhe am Grimnitzsee | Die Burgruine Grimnitz war eine romanische Grenzburg der Askanier zur Uckermark. Angelegt wurde die Burg wahrscheinlich im 13. Jahrhundert am Grimnitzsee. Heute sind von der Burg noch ein Kellergewölbe, umgebende Mauerfundamente und Außenanlagen erhalten. | Burgruine Grimnitz, auf der Anhöhe am Grimnitzsee |
| 09175541 | Grimnitzer Straße 11 (Lage) | Oberförstereigehöft                               | | Oberförstereigehöft                               |